# Дарул Аман
Дарул Аман (на пущунски: دارالامان ماڼۍ – Дом на спокойствието) е дворец в покрайнините на Кабул, Афганистан, разположен на около 16 км от центъра на столицата.
Построен е през 1920-те години от краля реформатор Аманула Хан. Представлява внушителна сграда в неокласически стил, построена на хълм, от който се открива невероятна гледка към равната и прашна долина в западната част на афганската столица. Сградата е проектирана за седалище на афганистанския парламент извън Кабул, но така и не е използвана по предназначението си дълги години след нейното построяване, тъй като религиозните консервативни среди в страната вземат надмощие и спират реформите на крал Аманула.
През 1969 година дворецът пострадва при пожар, впоследствие е възстановен и в него е поместен Музеят на Кабул, а по-късно – Министерството на отбраната. По време на установяването на прокомунистическия режим в Афганистан през 1978 година дворецът Дарул Аман отново е опожарен. Така палежът му бележи края на Априлската революция. Дворецът има незавидна съдба и е разрушен отново в края на 1990-те години от муджахидините, които вземат контрол над столицата Кабул.
Днес полуразрушената сграда се използва от силите на НАТО за наблюдателен пост.
През 2005 година е разработен план за възстановяването на двореца Дарул Аман като седалище на бъдещия афганистански парламент и като символ на възраждането на страната и нейната демократизация. Предвиждано е средствата, необходими за възстановяването на сградата, да бъдат събрани от чуждестранни спонсори и заможни афганци. Очаква се реконструкцията да завърши през 2019 г.